# 阿力麻土东乡族乡
阿力麻土东乡族乡是中华人民共和国甘肃省临夏回族自治州广河县下辖的一个民族乡。

## 行政区划
阿力麻土东乡族乡下辖以下村级行政区划单位：
贾家村、古城村、大户赵家村、兰家村、阿力麻土村和巴家村。